# Manuel II de Trébizonde
 (avril 2023).
Manuel II de Trébizonde ou Manuel II Grand Comnène (vers 1324-21 février 1333) fut empereur de Trébizonde durant 8 mois. Il est probablement le fils illégitime d’Andronic III de Trébizonde, auquel il succède à l’âge de 8 ans en janvier 1332.
Son court règne est marqué par l’invasion de Bayram Beg, émir du Chalybia, qui compte sur sa supériorité pour envahir l’empire de Trébizonde. Après une progression profonde à l’intérieur du territoire de l’empire, les Turcs sont repoussés avec de lourdes pertes. Malgré ce succès, la position du jeune empereur et de ses partisans est incertaine.
Le jeune Manuel doit en effet assumer les crimes de son père qui ont profondément choqué la population, divisée en factions rivales. L’oncle de Manuel, Basile, à qui le parti pro-byzantin demande de revenir de Constantinople en août 1332, pour assurer la direction de l’empire, dépose Manuel. Cet acte sonne la fin du règne de Manuel et la mort pour la plupart de ses partisans. Lui-même est emprisonné avant d’être exécuté l’année suivante à la suite de l'échec d'une révolte en sa faveur.